# Toywar
Als Toywar wird ein Rechtsstreit um den Domain-Namen etoy.com zwischen der europäischen Künstlergruppe etoy und dem US-Spielwarenhändler eToys von November 1999 bis Januar 2000 bezeichnet. Der Name geht zurück auf die Protestplattform www.toywar.com, gehostet bei The Thing.
Auslöser für den Toywar war ein Rechtsstreit vor einem kalifornischen Gericht, in dem der Online-Spielwarenhändler eToys die einstweilige Sperrung der Internetdomain etoy.com der Künstlergruppe mit dem Vorwurf von angeblichen Markenrechtsverletzungen und des Cybersquattings erzwang, obwohl die Künstlergruppe den Domainnamen registrierte und für sich benutzte, noch bevor die Firma eToys gegründet war. Die Firma eToys ihrerseits registrierte die Domain etoys.com.
Die vorwiegend über das Internet und andere Massenmedien geführte Kampagne von Internetaktivisten (RTMark, Ricardo Dominguez etc.) im Toywar führte zu zahlreichen Solidaritätserklärungen, Kunstaktionen, Happenings, Online-Demonstrationen und als Folge davon wahrscheinlich auch zu Kursverlusten für den börsennotierten Spielzeughändler. Diese Umstände und der Erfolg der Kampagne zwangen die Firma eToys schließlich, das Gerichtsverfahren gegen die Künstlergruppe einzustellen sowie die Freischaltung der Domain etoy.com zu veranlassen.

## Film
- 2004 wurde der Dokumentarfilm Info Wars gedreht, dessen Thema unter anderem der Toywar ist.